# 樋本英一
樋本 英一（ひもと ひでかず、1954年10月15日-　東京都出身）は、日本の指揮者。指揮者として東京藝術大学指揮科在学時に安宅賞を受賞。現在、東京藝術大学、桐朋学園芸術短期大学、新国立劇場オペラ研修所、二期会オペラ研修所、各講師。声楽を畑中良輔、平野忠彦、大久保昭男、指揮を伊藤栄一、金子登、遠藤雅古、マルティン・メルツアー、佐藤功太郎に師事。

## 経歴
- 1954年　東京都生まれ
- 1973年　東京都立新宿高等学校卒業
- 19??年　東京藝術大学声楽科および指揮科卒業
- 1984年　中国政府の招聘により、北京、西安、上海を訪問し演奏
- 1985年　ニューヨークのカーネギー・ホールにおいて東京・ニューヨーク姉妹都市招聘25周年記念“シルバーブリッヂコンサート”を指揮（ニューヨーク・タイムズで高評価であった）
- 1990年　東京混声合唱団コンダクター・イン・レジデンスに就任（2007年まで在任）
- 1991年　日本オペラ協会指揮者就任

## 指揮団体

### 現在指揮している団体
- 東響コーラス（東京交響楽団専属アマチュア合唱団）
- 慶應義塾ワグネル・ソサィエティー女声合唱団
- 青山学院大学グリーンハーモニー合唱団
- 男声合唱団東京リーダーターフェル1925

### 過去指揮した団体
- 東京混声合唱団
- 東京ニューフィルハーモニック管弦楽団
- 新星日響（現東京フィル）
- 東京シティフィル
- 日本フィル
- 九州交響楽団
- 早稲田大学グリークラブ
- 東京六大学混声合唱連盟
- 武蔵野合唱団
- 私立千葉敬愛高等学校吹奏楽部
- 神奈川県立金井高等学校吹奏楽部
- コーロ感透音